# Wonokerso (Sumber)
Wonokerso is een bestuurslaag in het regentschap Probolinggo van de provincie Oost-Java, Indonesië. Wonokerso telt 2337 inwoners (volkstelling 2010).